# Брус Дейвисън
Брус Дейвисън (на английски: Bruce Davison; роден на 28 юни 1946 г.) е американски актьор и режисьор.

## Биография

### Кариера
Участва във филмите „Х-Мен“ и „Х-Мен 2“ в ролята на сенатор Кели, както и в сериали като „Хари и семейство Хендерсън“, „Военна прокуратура“, „Адвокатите“, „Изгубени“, „Терминатор: Хрониките на Сара Конър“, „Престъпни намерения“, „Касъл“, „Хавай 5-0“ и други.

## Избрана филмография
| Година | Филм              | Оригинално заглавие | Роля          | Режисьор      |
| ------ | ----------------- | ------------------- | ------------- | ------------- |
| 1985   | Ние, шпионите     | Spies Like Us       | Руби          | Джон Ландис   |
| 1998   | Поли              | Paulie              | Д-р Райнголд  | Джон Робъртс  |
| 2000   | Х-Мен             | X-Men               | Робърт Кели   | Брайън Сингър |
| 2003   | Присъда за продан | Runaway Jury        | Дърууд Кейбъл | Гари Фледер   |
| 2003   | Х-Мен 2           | X2                  | Робърт Кели   | Брайън Сингър |